# Marjolein Meijers

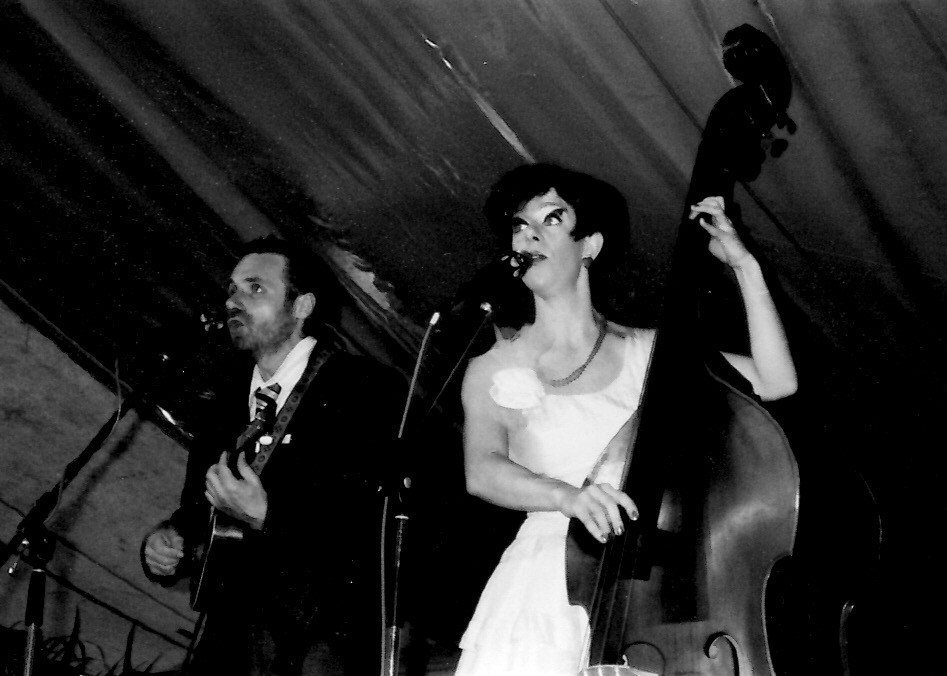
De Berini's

Marjolein Meijers (Rotterdam, 22 november 1958) is een Nederlandse zangeres, muzikante, actrice, theatermaker en songschrijver. Zij is vooral bekend als deel van het theaterduo "De Berini's" en door haar optredens als "An en Jan" met Jan Rot.

## Carrière
Meijers studeerde klassiek gitaar aan het Rotterdams Conservatorium. Zij speelde in vele bandjes onder andere als bassiste bij het Russisch Staatscircus in 1983. In 1983 richtte zij het theaterduo "De Berini's" op met Hans Kemeling. Na eerst in buurthuizen en bejaardencentra te hebben opgetreden promoveerden zij in 1989 naar de grotere zalen en schouwburgen. In 1991 maakten zij 26 afleveringen van "Mijn eerste keer" een kinderprogramma voor Veronica Televisie. In 2002 speelde Marjolein Meijers samen met Cees Geel en Frits Lambrechts een hoofdrol in de film Sloophamer gebaseerd op het gelijknamige theaterprogramma van De Berini's. In het seizoen 2005-2006 hielden De Berini's op te bestaan omdat Hans Kemeling koos voor een carrière als decormaker. Marjolein Meijers trad op als Annie en de cowboys, doceerde aan het Koningstheater in 's Hertogenbosch, gaf een boek uit: Haven van Hitland - van vaargeul tot woonhaven, trad op met het soloprogramma Solex en speelde een rol in de voorstelling De Palingvissers met Jan Rot, Astrid Nijgh en Bill van Dijk.
In 2010 kwamen De Berini's opnieuw tot leven met als vervanger van Hans Kemeling Bob Fosko, bekend van De Raggende Manne, met het programma Opgevoerd. In 2011 vierde Marjolein haar 25-jarig theaterjubileum met het programma: Van Berini tot Solex. In 2009 is zij getrouwd met Walter Kuipers.
In 2012 ontstond er een nieuwe samenwerking met tekstschrijfster en regisseur Daphne de Bruin ( Growing up in public) Daphne schreef en regisseerde voor Meijers het programma `Niemands Meisje`, `Hongerig Hart` en `Lust.` Tegelijkertijd ontwikkelde zij samen met broers Walter Kuipers en Onno Kuipers in 2013/2014 haar tweede solo muziek programma `Oud en Nieuw` in 2016 gevolgd door `Muziek!` Als terugkerend `tussenproject` speelt Meijers ook regelmatig samen met haar Familieband. De jongste broer van de moeder van Walter en Onno Kuipers, Oom Rens van der Zalm ( Frank Boeijen- Youp van `t Hek- Andi Irvine) speelt daar in mee.

## Theaterprogramma's metDe Berini's
- 1989-1992 Het naadje van de kous
- 1992-1994 Groeten uit Rotterdam
- 1994-1996 Almondestraat 53a
- 1997-1998 Onbekend terrein
- 1999-2001 Negerzoenen
- 2001-2003 Sloophamer
- 2003-2005 Noorderstil
- 2005-2006 En nou is het afgelopen
- 2010 Opgevoerd met Bob Fosko.

## Marjolein Meijers solo
- 2007-2008 Solex
- 2011-heden Van Berini tot Solex
- 2012-2013 Niemands Meisje
- 2013-2014 Oud en Nieuw
- 2014-2015 Hongerig Hart
- 2014- 2015 " Oma Vertel`s"
- 2015-2016 Familieband
- 2016-2017 "Muziek!'
- 2016-2017 " Lust"
- 2018-2019 "40 jaar muziek!"

## Optredens alsAn en Jan
- 2001 op De Parade
- 2003 An en Jan - grootste hits deel I
- 2005 An en Jan - grootste hits deel 2
- 2006 An en Jan - nieuw op 1
- 2006 An en Jan - Kersthits 2006
- 2007 An en Jan - Kersthits 2007
- 2008 An en Jan - Gaan Landelijk
- 2008 An en Jan - Kersthits 2008
- 2009 An en Jan - Top 100 Aller Tijden
- 2010 An en Jan - Beatles vs Stones
- 2015 "An en Jan - Kampvuur
- 2017 "An en Jan - Vakantiealbum

## Prijs
In 1995 ontvingen de Berini's de Nationale Scheveningen Cabaretprijs voor het programma "Almondestraat 53a"
- Gemeinsame Normdatei: 1168184835
- International Standard Name Identifier: 0000 0001 3083 7918
- MusicBrainz: 4df9cfa3-69b2-48c7-bdb5-c2572b7f26c7
- Virtual International Authority File: 2828153895177002410006